# Carta stradale
La carta stradale è una particolare carta tematica che evidenzia le strade e i collegamenti di trasporto, nonché distanze, città e informazioni geografiche naturali.         Le carte stradali sono utili per chi viaggia.

## Storia
Il Papiro delle miniere, del XII secolo a.C., pur avendo un contenuto misto, è considerato la più antica mappa stradale.